# ويليام فرانك
ويليام فرانك هو سياسي كندي، ولد في 24 يوليو 1923 في ميدليسكس سينتر في كندا. حزبياً، نشط في الحزب الكندي التقدمي المحافظ. وقد انتخب عضو مجلس العموم الكندي.